# Ravna Gora, Varna
Ravna Gora (în bulgară Равна Гора) este un sat în comuna Avren, regiunea Varna,  Bulgaria. 

## Demografie
Componența etnică a satului Ravna Gora
     Turci (5,35%)
     Bulgari (61,3%)
     Romi (12,5%)
     Nicio identificare (20,83%)
La recensământul din 2011, populația satului Ravna Gora era de 168 locuitori. Din punct de vedere etnic, majoritatea locuitorilor (61,3%) erau bulgari, existând și minorități de romi (12,5%) și turci (5,35%). Pentru 20,83% din locuitori nu este cunoscută apartenența etnică.